# Kazimierz Stocki-Sosnowski
Kazimierz Gabriel Stocki-Sosnowski herbu Rawicz (ur. 1843 w Letniowicach, zm. 1 stycznia 1927 w Krakowie) – powstaniec styczniowy, inżynier, podporucznik Wojska Polskiego.

## Życiorys
Pochodził z rodziny ziemiańskiej. Ukończył studia na wydziale matematycznym Uniwersytetu w Kijowie.
Uczestniczył w powstaniu styczniowym 1863. Nie mogąc wrócić do kraju pozostał w Turcji, gdzie pracował jako inżynier  przy budowie dróg i kolei, pracował jako nauczyciel francuskiego, potem wstąpił do administracji długów państwowych (Dette publique Ottomane), gdzie awansował na stanowisko dyrektora tej instytucji i został odznaczony komandorią orderu Osmana.
W 1896 roku wrócił do kraju i zamieszkał wraz z żoną córką Stefan Gościmińskiego (Tufan-beja). Miał trzech synów i córkę.
Po odzyskaniu przez Polskę niepodległości (1918) w okresie II Rzeczypospolitej został awansowany do stopnia podporucznika weterana Wojska Polskiego.
2 maja 1924 został odznaczony Krzyżem Oficerskim Orderu Odrodzenia Polski „za zasługi, położone w walce o niepodległość Polski w powstaniu 1863 r.”.
Zmarł w 1927. Został pochowany na cmentarzu Rakowickim w Krakowie (kwatera Hb, rząd wschód, miejsce 5).

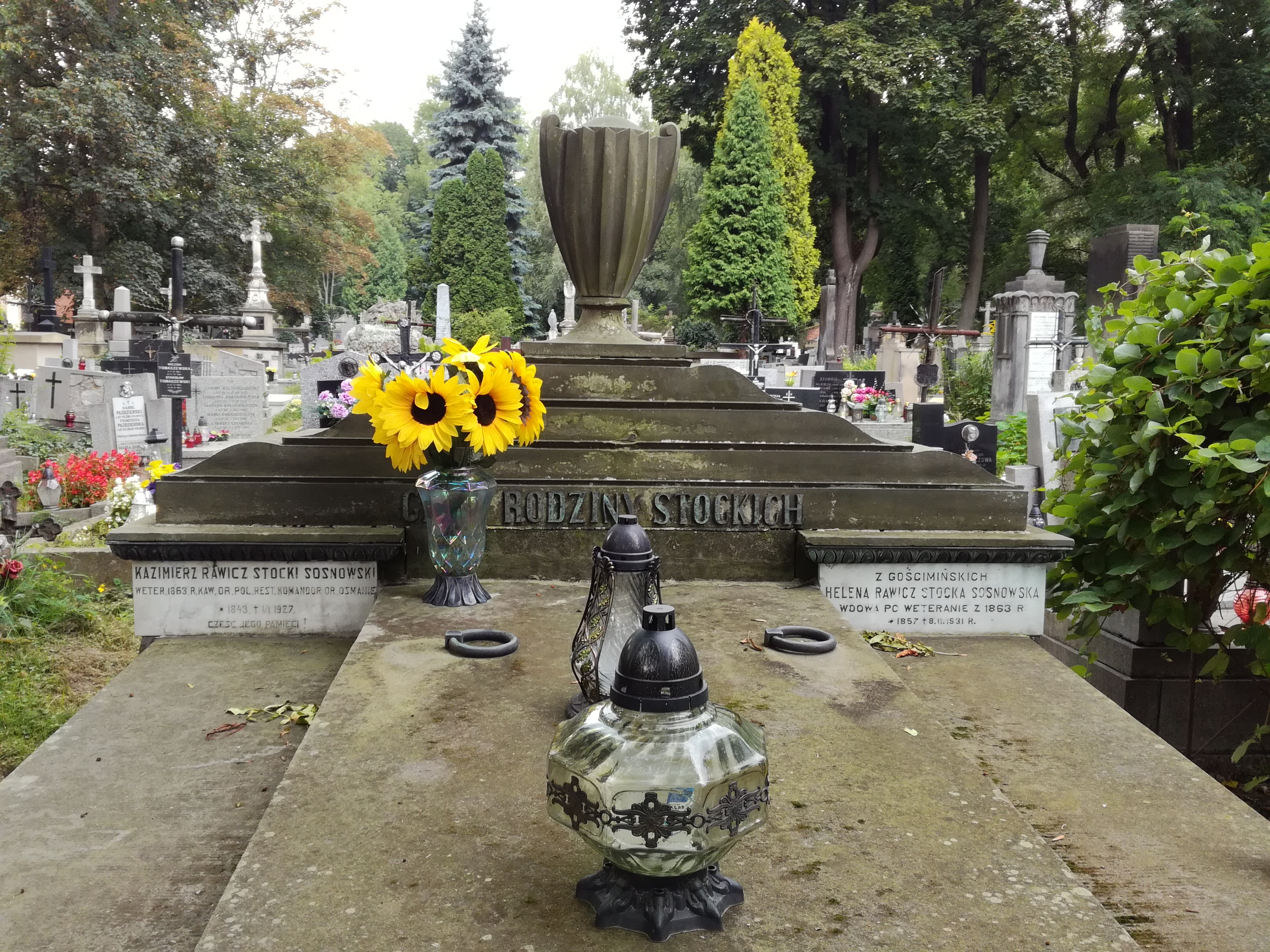
Grób Kazimierza Stockiego-Sosnowskiego na cmentarzu Rakowickim